# Geografía de Nueva Caledonia
La geografía de Nueva Caledonia (del francés: 'Nouvelle-Calédonie'), colonia francesa con el estatus de Colectividad especial localizada en la subregión de Melanesia, hace del grupo de islas un lugar único en el suroeste del Pacífico. Entre otras cosas, el archipiélago ha jugado un papel importante en la preservación de líneas biológicas únicas que provienen del Mesozoico. Sirvieron como estación de paso en la expansión de los predecesores de los Polinesios (cultura Lapita). Y durante la Segunda Guerra Mundial fue una base naval vital para las Fuerzas Aliadas durante la guerra del Pacífico.
El archipiélago está ubicado al este de Australia, norte de Nueva Zelanda, al sur de la línea ecuatorial, y justo al oeste de las islas Fiyi y Vanuatu. El territorio de Nueva Caledonia comprende una isla principal, Grande Terre, las islas de la Lealtad y varias islas menores. Tiene aproximadamente la mitad del tamaño de Taiwán con un área de 18.575,5 km² de tierra firme y un total de 2.254 km de línea costera. Posee una zona pesquera exclusiva de 327 km desde la costa y un mar territorial de 22 km desde la costa.
Nueva Caledonia es una sección septentrional de Zelandia, un continente sumergido casi en su totalidad (93%). Zelandia se separó de la Antártida hace unos 130-85 millones de años y de Australia entre 85-60 millones de años. Nueva Zelanda es un promontorio montañoso que sobresale del agua al centro del continente, y Nueva Caledonia es una cresta que sobresale en el borde norte del continente. Nueva Caledonia se separó de Australia hace unos 65 millones de años moviéndose en dirección noreste hasta que hace unos 50 millones de años alcanzó su posición actual. Gracias a su estabilidad geológica y a su aislamiento, Nueva Caledonia ha servido de refugio biológico, un tipo de "arca" biológica, hospedando un ecosistema único, y preservando plantas y animales cuyas líneas evolutivas se remontan a Gondwana y que no se encuentran en ningún otro lugar.
El río Diahot es el río más largo de Nueva Caledonia, extendiéndose por unos 100 km. Tiene una cuenca de 620 km², fluye al noroeste entrando en la Baie d'Harcourt y sigue hacia el punto más al norte de la isla a lo largo de la escarpa occidental del monte Panié.

## Conformación

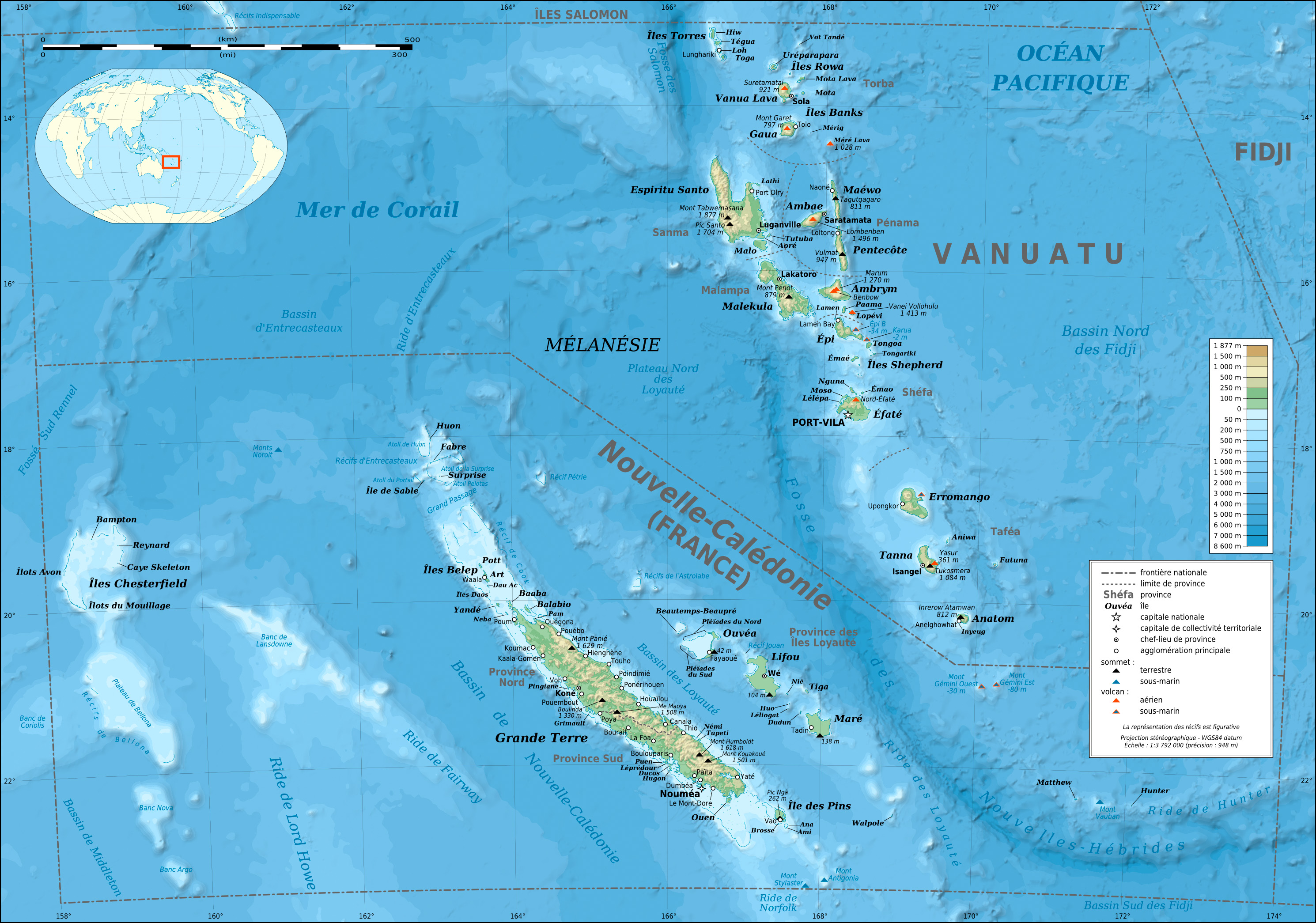
Mapa barométrico y topográfico de Nueva Caledonia y Vanuatu, antiguamente las Nuevas Hébridas. Clic para agrandar.

Nueva Caledonia está formada por una isla principal, llamada Grande Terre, y varias islas menores: el archipiélago Belep al norte de la Grande Terre, las Islas de la Lealtad al este, la Isla de Los Pinos (en francés: Île des Pins) al sur y las Islas Chesterfield y el arrecife Bellona un poco alejadas hacia el oeste. Cada uno de estos cuatro grupos tiene un origen geológico diferente:
- El archipiélago de Nueva Caledonia, que incluye Grande Terre, Belep y la isla de Los Pinos nació como una serie de pliegues en el manto terrestre entre los períodos Pérmico (hace 299-251 millones de años) y Terciario (hace 65-1.5 millones de años). Esta obducción del manto creó grandes extensiones de peridotita y un lecho rocoso rico en níquel.
- Las islas de la Lealtad, 100 km al este, son islas de coral y rocas calizas acumuladas en las cimas de antiguos volcanes colapsados originados por la subducción en la fosa de Vanuatu.
- Las islas Chesterfield, 550 km hacia el noroeste, son arrecifes formados en la meseta oceánica.
- Las islas Matthew y Hunter, a 450 km y 520 km al este, respectivamente, son islas volcánicas que forman el final del arco meridional de las islas Nuevas Hébridas.

La isla Grande Terre es con mucho la más grande de todas las islas y la única isla montañosa. Tiene un área de 16.372 km², y se extiende en dirección noroeste-sureste, con 350 km de largo y entre 50 km a 70 km de ancho. Una cadena montañosa corre a lo largo de la isla, con cinco picos con altitudes por encima de los 1.500 m. El punto más alto es el monte Panié con una elevación de 1.628 m.
El área total de Nueva Caledonia es 19.060 km², de los cuales 18.575 km² son tierra firme.
Existe una disputa territorial sobre las islas inhabitadas de Matthew and Hunter, que son reclamadas por Francia (como parte de Nueva Caledonia) y por Vanuatu.[actualizar]

## Origen

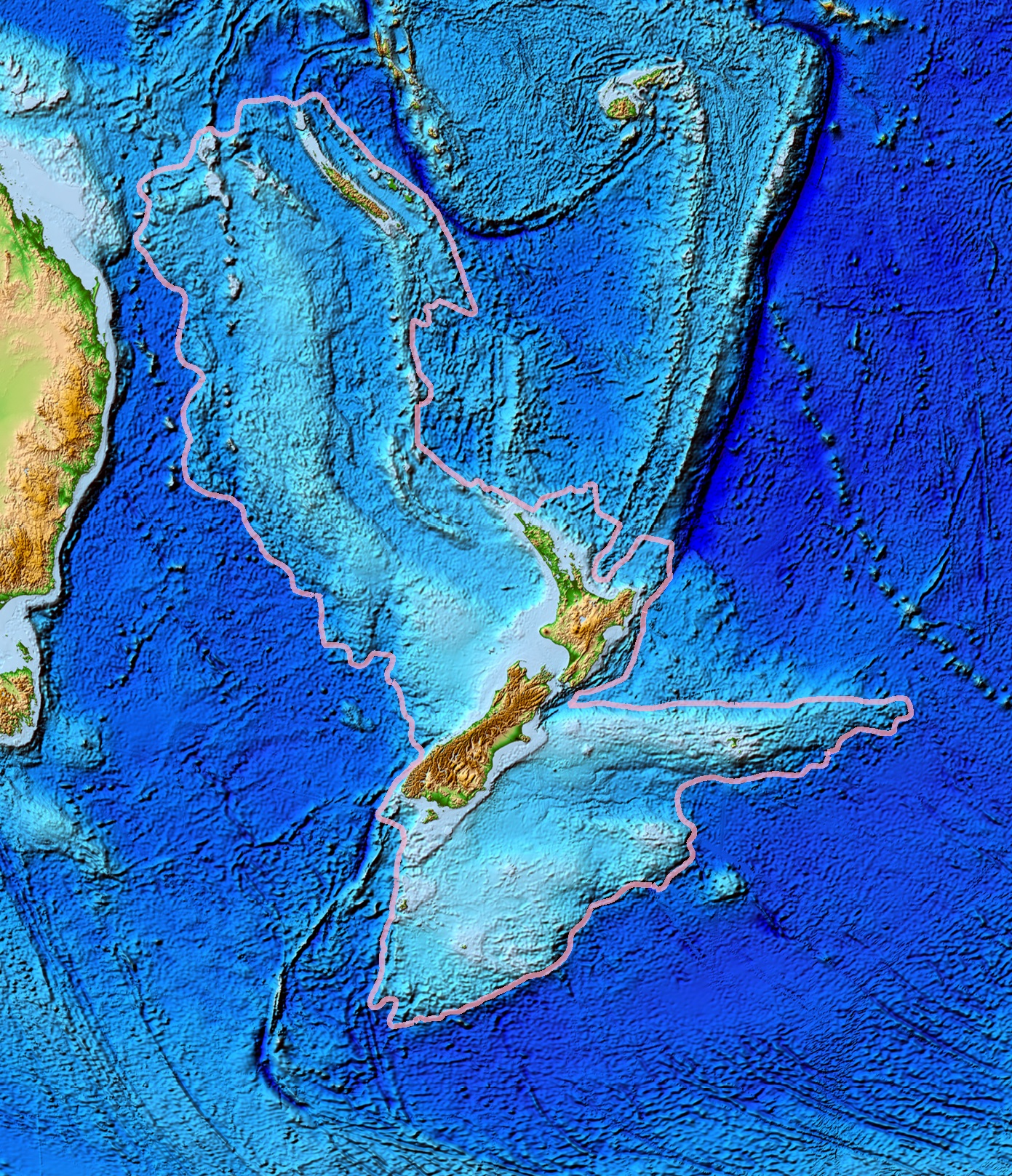
Topografía de Zealandia. Nueva Caledonia es la isla angosta en la parte superior izquierda a las 11 en punto desde Nueva Zelanda. La cordillera que corre norte-noreste y suroeste no son parte del continente.

El archipiélago de Nueva Caledonia es una cadena de islas microcontinentales que se originó como un fragmento de Zealandia, un continente o microcontinente casi sumergido en su totalidad y que formó parte del supercontinente austral de Gondwana durante la era de los dinosaurios. La Grand Terre de Nueva Caledonia, con el monte Panié como su punto más alto a 1.628 m, es la parte más elevada de la cordillera NorFolk, un brazo largo y casi totalmente sumergido del continente. Zealandia y Australia se separaron de la Antártida hace unos 85 a 130 millones de años, cuando todavía formaban un solo cuerpo de tierra. Luego, Australia y Zealandia se separaron entre ellos unos 60 a 85 millones de años atrás. Los geólogos han considerado la idea de que Zealandia estuvo totalmente sumergida hace 20 millones de años. Los biólogos piensan que esta idea contradice la existencia de descendientes de la biota que se desarrolló en Gondwana. Mientras que un continente como Australia consiste de un gran cuerpo de tierra rodeado por una franja de plataforma continental, Zealandia consiste casi enteramente de plataforma continental con alrededor del 93% sumergido bajo el Océano Pacífico.
Zealandia, con un área de 3.500.000 km², es mayor que Groenlandia o la India, y casi la mitad del tamaño de Australia. Es inusualmente angosta, abarcando desde Nueva Caledonia en el norte hasta más allá de las islas subantárticas de Nueva Zelanda al sur (entre los paralelos 19° sur y 56° sur,. Nueva Zelanda es la parte más grande de Zealandia, seguida por Nueva Caledonia.
Dado su origen continental como un fragmento of Zealandia, Nueva Caledonia no es una isla de origen volcánico reciente a diferencia de muchas de las islas en el Pacífico, tal como el archipiélago de Hawái. Su separación de Australia al final del Cretácico hace unos 65 millones de años y de Nueva Zelanda a la mitad del Mioceno llevó a un largo período de evolución en casi completo aislamiento. La herencia natural de Nueva Caledonia comprende significativamente especies cuyos ancestros fueron la flora y fauna primitiva que estuvo presente cuando Nueva Caledonia se separó de Gondwana, no solo especies sino géneros completos, incluso existen familias que son únicas de la isla y no pueden sobrevivir en ningún otro lugar.
Algunos geólogos afirman que la isla, durante su deriva hacia el norte, estuvo completamente sumergida en varias oportunidades. Mientras que los botánicos afirman que algunas áreas debieron haber permanecido sobre el nivel del mar, sirviendo de refugio para los descendientes de la fauna y la flora existentes al momento de la separación de Gondawana.
El aislamiento de Nueva Caledonia no fue absoluto. Nuevas especies llegaron allí mientras que especies de Gondwana pudieron avanzar hacia el este llegando a algunas de las Islas de la región. [cita requerida]

## Clima

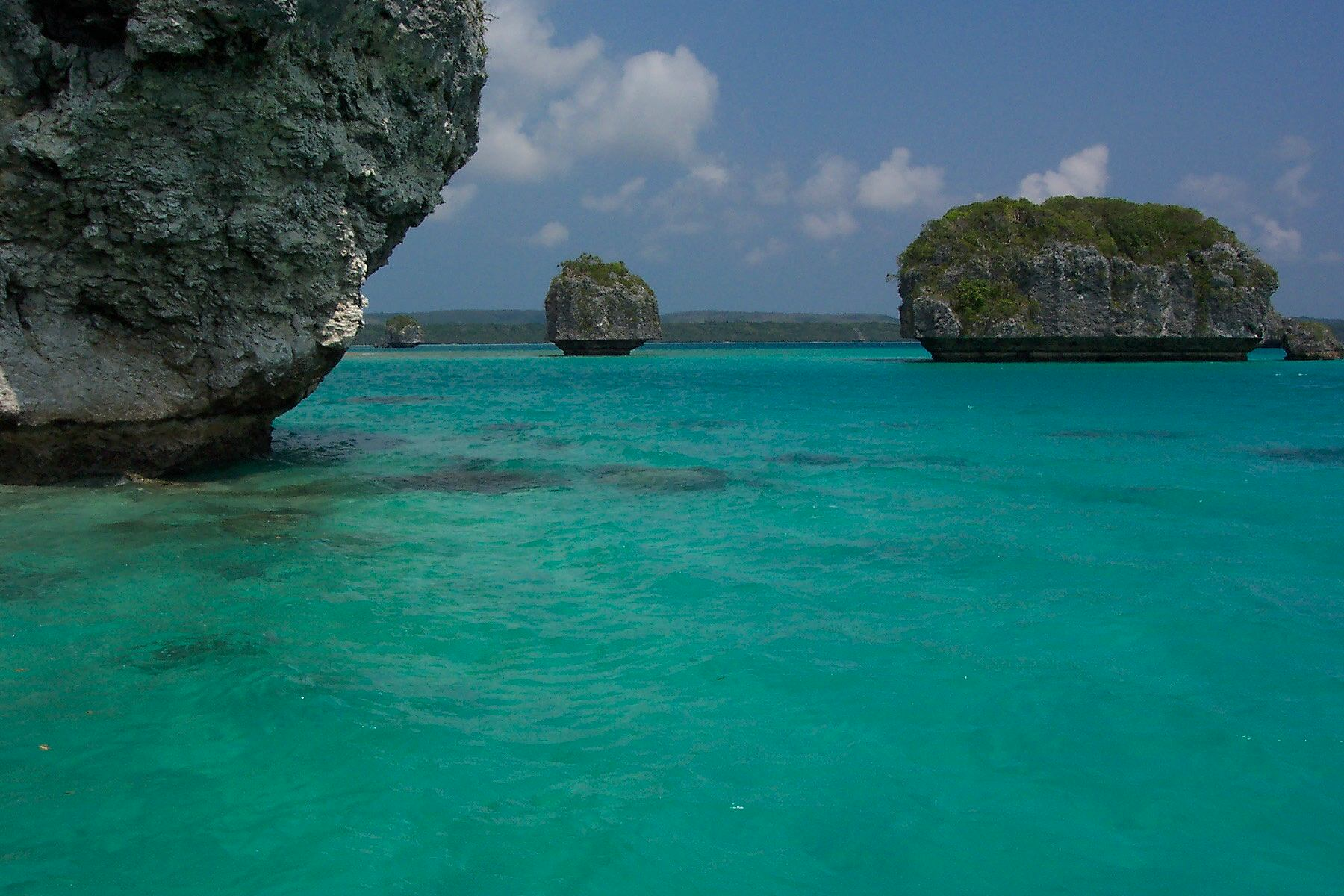
Bahía Upi en la Isle of Pines en el sur.

El clima de Nueva Caledonia es tropical, modificado por los vientos alisios del sudeste. Es caliente y húmedo. Los ciclones son la amenaza natural más importante, especialmente entre los meses de noviembre y marzo cuando estos se forman con más frecuencia. Los promedios de precipitación y temperatura varían conforme se desciende desde el norte hacia el sur, la precipitación promedio anual varía desde 2000mm (registro máximo de 2400mm en Pouébo a nivel del mar), hasta poco más de 1000mm al sur, y la temperatura promedio anual desciende de 27.5 °C a 24.3 °C y las estaciones se vuelven más pronunciadas hacia el sur.
La capital, Numea, ubicada en una península en la costa suroeste de la isla, tiene normalmente una estación seca que se intensifica desde agosto hasta mediados de diciembre, y termina de pronto con la llegada de las lluvias en enero. La costa noreste de la isla recibe la mayoría de la lluvia, hasta 2400mm que fueron registrados a nivel de mar en Pouébo.

## Relieve y suelo
El terreno en Grande Terre consiste de planicies costeras, y montañas en el interior. El punto más bajo es el Océano Pacífico con una elevación de 0 m, y el punto más alto es el monte Panie, con una elevación de 1,628 m.
En 1993, el 12% de la tierra en Nueva Caledonia era utilizada para pastura permanente, con un 39% de bosques. En 1991, 160 km² de la tierra es irrigada. La erosión causada por la minería y los incendios forestales se ha convertido en un problema ambiental.[actualizar]

## Aislamiento biológico

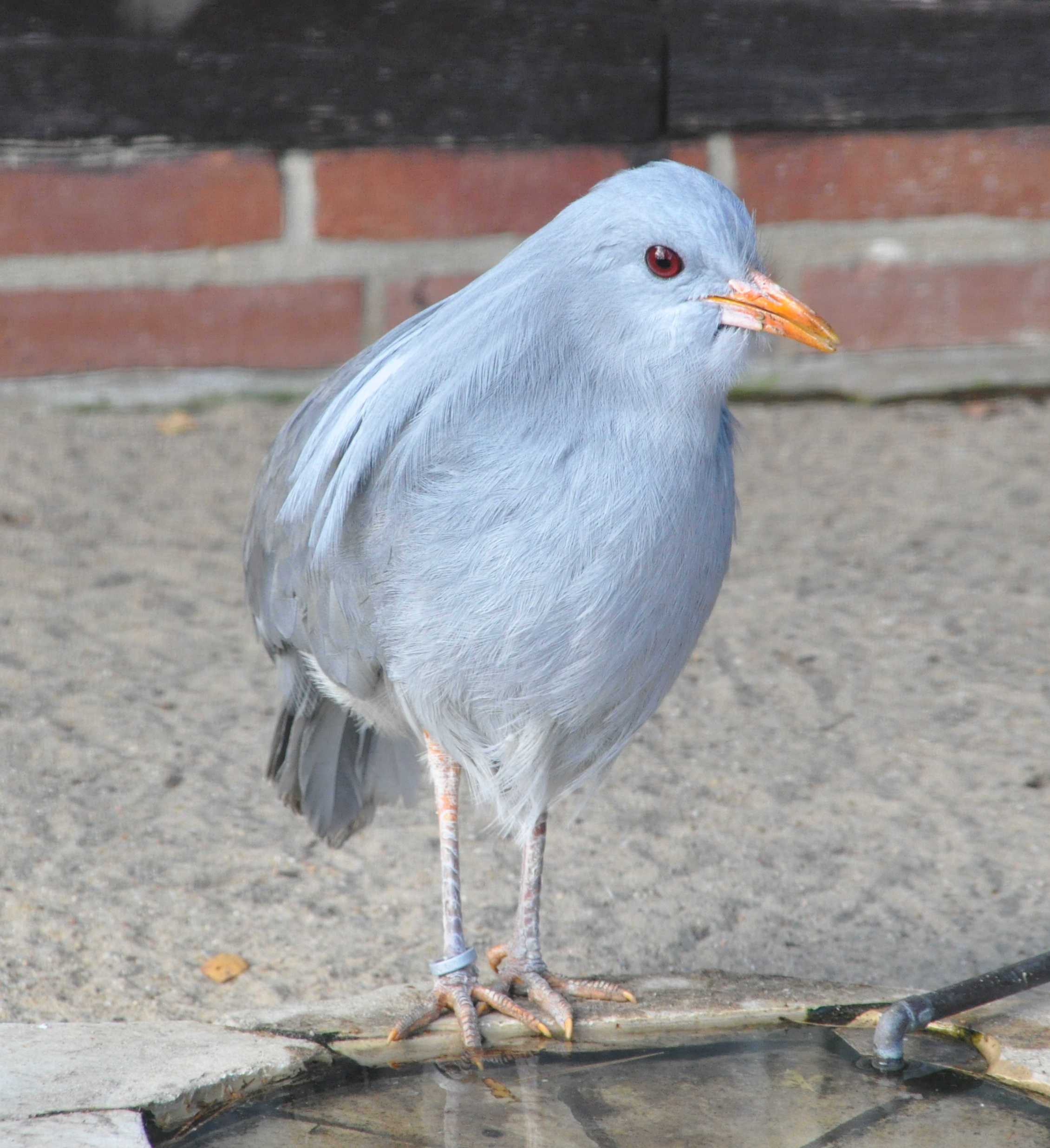
El enigmático Kagu, un pájaro endémico de Nueva Caledonia sin parientes cercanos. Enlace para ver fotos de la cresta erectada y de los patrones en sus alas expuestos en una postura defensiva (en el Zoológico de San Diego).

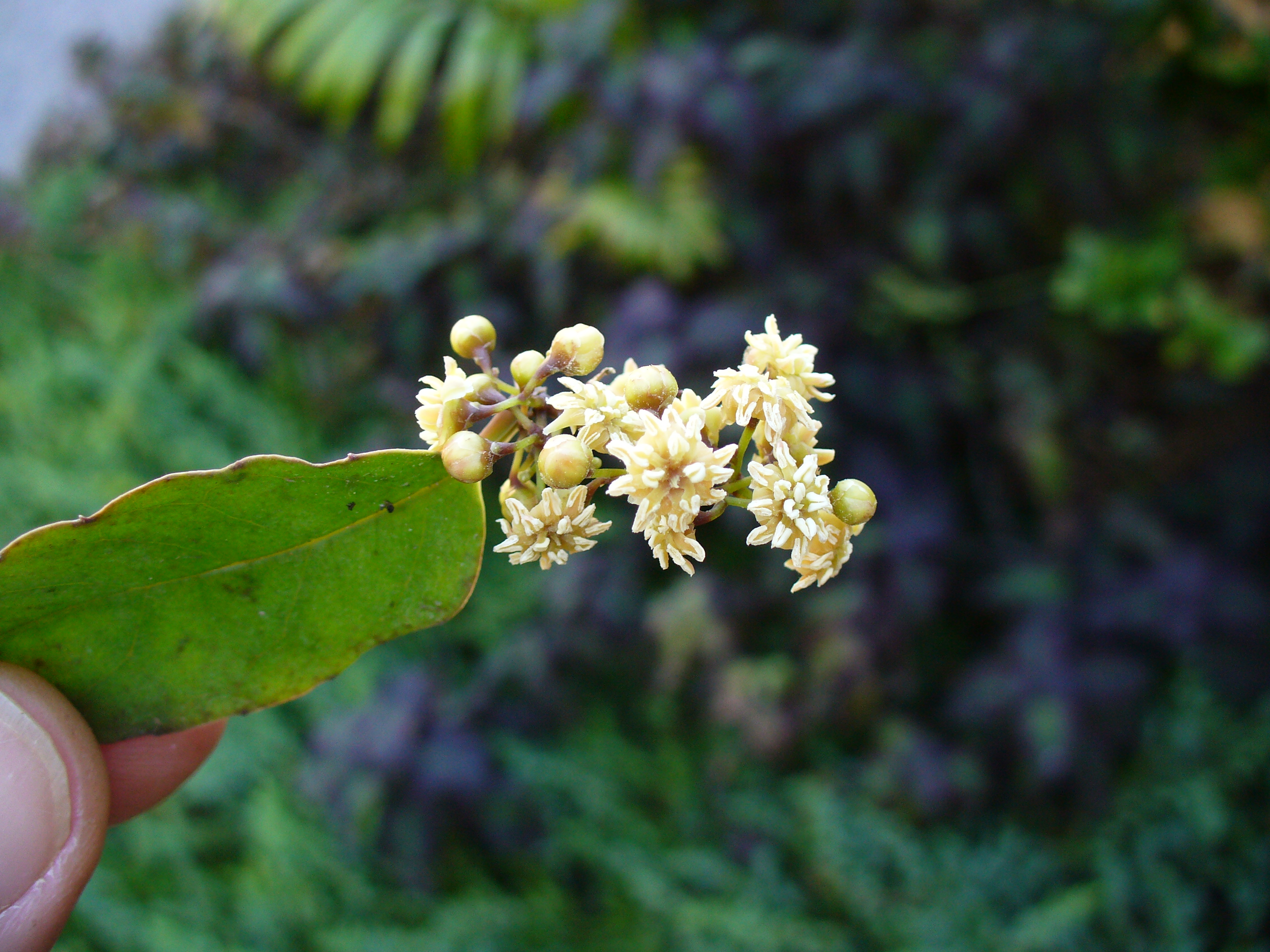
Amborella trichopoda, la planta con flor más primitiva del mundo.

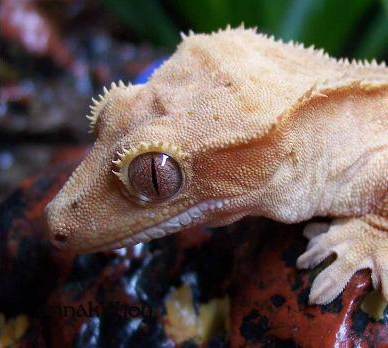
Rhacodactylus ciliatus, el todavía no extinto gecko con cresta del sur de la isla Grande Terre.

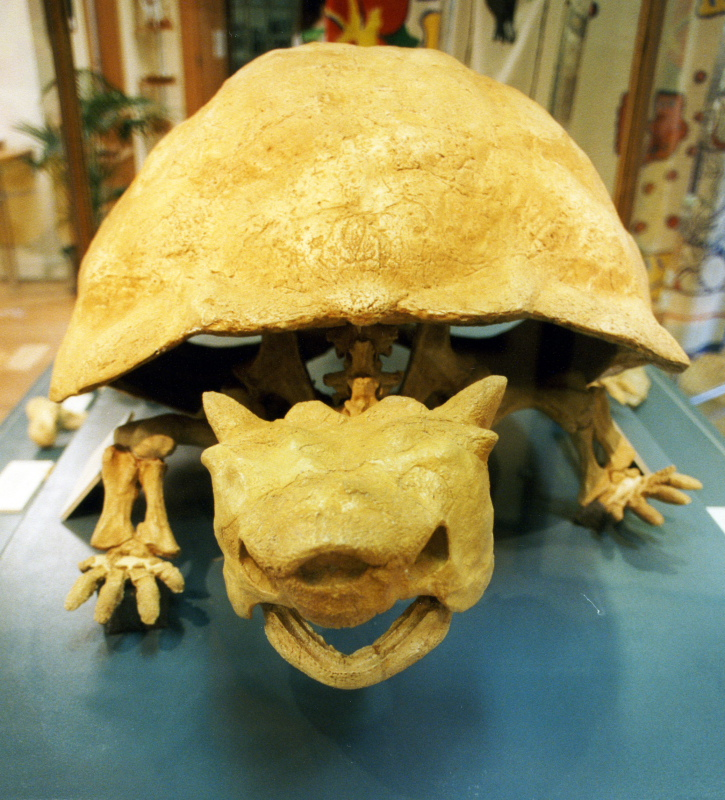
Meiolania platyceps, fósil.

Gracias a su aislamiento geográfico desde el final del Cretáceo, Nueva Caledonia es un refugio biológico, un "Arca de Noe" biológico, una isla-hogar para plantas y animales, con su propia dotación de fósiles especiales. Aves como el encrestado y casi incapaz de volar Kagu (Cagou en francés) Rhynochetos jubatus, cuyo pariente más cercano podría ser el distante ave sol en América del Sur, y plantas como el Amborella trichopoda, el único miembro vivo que se conoce de la rama basal de las plantas con flores, hacen de esta isla una "isla del tesoro", y una preocupación para biólogos y conservacionistas. La isla fue hogar de la tortuga fósil con cuernos (Meiolania mackayi) y fósiles de cocodrilos terrestres  (Mekosuchus inexpectatus) que se extinguió poco después de la llegada de los humanos. No hay anfibios nativos en la isla, y son los geckos los que ocupan varios de sus nichos biológicos. El gecko crestado (Rhacodactylus ciliatus), se consideró extinto hasta que fue redescubierto en 1994.  Con casi 36 cm de largo, el gecko forestal gigante (Rhacodactylus leachianus), otro de los animales nativos de la isla, es el gecko más grande del mundo y un depredador de lagartos pequeños. Los únicos mamíferos nativos son cuatro especies de murciélago incluyendo el zorro volador de Nueva Caledonia, especie endémica.
Nueva Caledonia es hogar de 13 de las 19 especies existentes de coníferas Siempre-Verde del género Araucaria. La isla ha sido llamada "un tipo de 'Parque Jurásico'" por las características primitivas de su vegetación altamente endémica. Por ejemplo, además de la  agioesperma basal del género Amborella, la isla es hogar de más especies de gimnospermas que ningún otro lugar en el trópico, con 43 de sus 44 especies de coníferas únicas de la isla, y es hogar también del único parásito gimnosperma conocido en el mundo, la conífera sin raíces Parasitaxususta.
Los bosques secos de la región occidental de la isla fueron seleccionados por la BBC (por su apariencia prehistórica), para la filmación del primer capítulo de su miniserie Paseando con dinosaurios ambientada al final del Triásico en Arizona.

## Riqueza mineral
Nueva Caledonia tiene el segundo yacimiento de roca ultramáfica más grande del mundo conocida al momento (2011), superado solo por una formación descubierta en Omán en el año de 1970. El yacimiento de Nueva Caledonia no se deriva de la corteza terrestre, sino de las profundidades del Manto cuando porciones de este fueron empujados hacia la superficie.  Estas rocas ricas en minerales son fuente de níquel, cromio, hierro, cobalto, manganeso, plata, oro, plomo y bronce. La toxicidad del suelo, rico en minerales, ha impedido el desarrollo de vegetación que no sea propia de la isla protegiendo así a la vegetación endémica adaptada a estas condiciones desde hace muchos años.

## Geografía humana

### Antes del contacto con Occidente

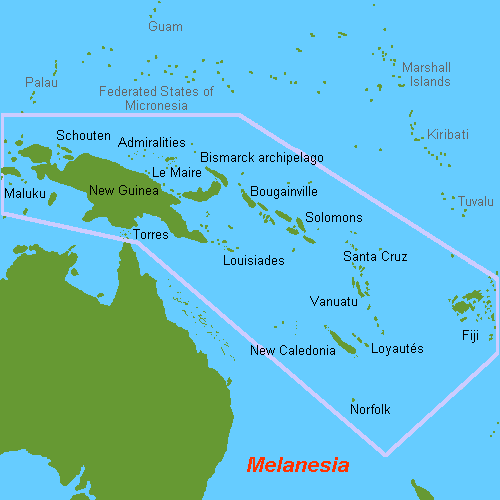
Mapa de Melanesia, demarcada con una línea

Antropológicamente, Nueva Caledonia es considerada el archipiélago más al sur de las Melanesias, agrupada junto con las islas al norte, en lugar de su vecino geológico: Nueva Zelanda, hacia el sur. Los idiomas de Nueva Caledonia, cuyos hablantes son llamados Kanaks, y los dialectos de las islas Lealtad están relacionados con las lenguas de las islas Vanuatu al este. Estas lenguas conforman la familia de lenguas oceánicas meridionales, parte del subgrupo de lenguas austronesias de la familia de lenguas oceánicas. La lengua de la Isla Fiyi, el lenguaje Maorí de Nueva Zelanda, y otras lenguas polinesias tales como la lengua tahitiana, el samoano y el hawaiano son primos de las lenguas de Nueva Caledonia, como parte de las lenguas oceánicas.
El análisis lingüístico utilizando el método comparativo ha creado un detallado árbol genealógico de las lenguas austronesias, grupo al que pertenecen las lenguas nativas de Nueva Caledonia. La cultura Lapita, que se cree utilizaba un lenguaje proto-oceánico y que se caracterizó por el estilo propio de su alfarería, se originó hacia el noroeste en el archipiélago Bismarck alrededor del 1500 AC.  El asentamiento humano más antiguo del que se tiene conocimiento en Nueva Caledonia data del 1240 (±220) AC, ubicado en el refugio de piedra Tiwi,  y es atribuido a los Lapita, quienes luego se trasladaron a las islas Fiyi aproximadamente en el 900 AC donde comenzaría la expansión Polinesia.

### Desde el contacto con Occidente
La colonización Occidental inicio en el siglo XVIII. El explorador británico James Cook avistó Grande Terre en 1774 y la llamó Nueva Caledonia (Caledonia se deriva del nombre en latín de un territorio que corresponde actualmente con Escocia). En 1853, bajo Napoleón III, el área se convirtió en colonia francesa. Francia trajo colonos tales como árabes del Magreb para que se asentaran en estas tierras. Durante la Segunda Guerra Mundial fue de gran importancia para las fuerzas de Francia Libre. y para las Fuerzas Aliadas quienes, gracias a su ubicación estratégica y a que no había tropas japonesas instaladas en las isla, la utilizaron como una base naval.
El francés es el lenguaje oficial pero existen unas 28 lenguas nativas que todavía se hablan. Según el censo de 2004, el 97.0% reportó que podía hablar francés, mientras que solo el 0.97% indicó que no tenían conocimiento alguno del francés. En el mismo censo, el 37.1% reportó que podía hablar (no necesariamente leer o escribir) una de las 28 lenguas austronesias.
La comunidad indígena canaca Melanesia representa 44.6% de toda la población (según el censo de 1996). La pérdida de su posición como mayoría se debe, entre otros factores, a la inmigración de otros grupos étnicos en los últimos 150 años. El resto de la población se puede dividir en: europeos(34.5%) (predominantemente  franceses, alemanes, ingleses y minorías italianas), polineses (Wallisianos, tahitianos) (11.8%), indonesios (2.6%), vietnamitas (1.4%), Ni-Vanuatu (1.2%), y otros grupos (3.9%), tamiles, otros pobladores de Asia del Sur, bereberes, japoneses, chinos, fiyianos, árabes, caribeños (la mayoría de otros territorios franceses) y un número pequeño de africanos.

## Áreas protegidas de Nueva Caledonia
Según la IUCN, en Nueva Caledonia, en 2024, hay 115 áreas protegidas que cubren una superficie terrestre de 11.389 km2, el 59,5 % del territorio (19.141 km2) y la casi totalidad de las áreas marinas, 1.314.521 km2, el 95,82 % de la superficie del océano Pacífico que pertenece al país (1.371.803 km2). De estas áreas, 7 son reservas forestales, 5 son reservas naturales integrales, 10 son áreas protegidas gestionadas localmente, 5 son áreas marinas protegidas, 8 son parques nacionales, 1 es un monumento natural, 2 son parques naturales, 30 son reservas naturales, 1 es una reserva natural estacional integral, 2 son reservas naturales estacionales, 14 son reservas botánicas especiales, 1 es una reserva especial de flora y fauna, 5 son reservas especiales de fauna, 11 son reservas marinas especiales, 1 es una reserva natural estricta, 4 son parques territoriales y 6 son áreas de otro tipo. Además, hay 1 sitio Ramsar (lagos del Gran Sur neocaledoniano) y 1 sitio patrimonio de la humanidad (lagunas de Nueva Caledonia). <E>l área protegida más destacable por su extensión es el Parque natural del mar del Coral.

### Parque natural del mar de Coral

Parque natural del mar de Coral

Este parque marino, fundado en 2014 en Nueva Caledonia, era, en 2017, el cuarto más grande del mundo, con una extensión de 1.292.967 km2. Incluye las Lagunas de Nueva Caledonia: diversidad de los arrecifes y ecosistemas conexos, patrimonio de la Humanidad de la Unesco en la barrera de arrecifes, con una extensión de 15.743 km2 y una zona de amortiguación de 12.871 km2, con un total de 28.000 km2. Comprende seis conjuntos marinos representativos de la diversidad principal de los arrecifes coralinos y ecosistemas conexos del archipiélago francés de Nueva Caledonia, en el Océano Pacífico.